# Mathias Lessort
Mathias Michel Lessort, né le 29 septembre 1995 à Fort-de-France en Martinique, est un joueur français de basket-ball évoluant au poste de pivot.

## Biographie

### Les débuts en Martinique (jusqu'en 2011)
À l’âge de 5 ans, il découvre le basket-ball près de chez lui, en Martinique, au Morne-Vert. Il a deux frères aînés qui pratiquent ce sport. L’un d’entre eux, Gregory Lessort, de 10 ans son aîné, est lui aussi basketteur professionnel, l'autre Garry aîné de la fratrie est entraîneur sportif et préparateur physique.
Il a évolué en Martinique au Pôle Outre-Mer Basket (P.O.B) du Lamentin, destiné aux joueurs martiniquais non retenus par les centres de formation de l'Hexagone.
À 15 ans, il se fait remarquer par le club de Chalon-sur-Saône lors d'un tournoi.

### Chalon-sur-Saône (2011-2016)
Arrivé au club chalonnais en 2011, il est champion de France espoirs en 2013, vainqueur du Trophée du Futur espoirs en 2013, Champion de France cadets en 2012 et 2013. Au cours de la saison 2013-2014, il est quatrième à l'évaluation, deuxième rebondeur, troisième à l’adresse intérieure et dixième marqueur lors du championnat espoirs. Il intègre le groupe professionnel sous les ordres de Jean-Denys Choulet pour la saison 2014-2015.
En 2013, il participe au Nike Global Challenge organisé à Washington DC et est retenu dans l'équipe type internationale.
Sélectionné en équipe de France des 20 ans et moins, il a participé au Championnat d'Europe en Grèce en juillet 2014. Le 6 février 2016 il signe une évaluation de 42 contre Monaco et finit ainsi MVP de la 19e journée de Pro A. Le 16 avril 2016, il se présente à la draft 2016 de la NBA mais retire finalement son nom de la liste.
En mai 2016, Lessort est élu meilleur sixième homme (joueur non titulaire) de la phase retour du championnat de France.

### Nanterre 92 (2016-2017)
Le 31 mai 2016, Mathias Lessort quitte le club chalonnais pour Nanterre. Durant la saison 2016-2017, il a les meilleures statistiques de sa carrière et décide de se présenter à la draft 2017 de la NBA. De plus, il remporte deux titres avec le club francilien : la Coupe de France et la Coupe d'Europe FIBA.
Le 22 juin 2017, lors de la draft, il est choisi au deuxième tour en 50e position par les 76ers de Philadelphie.

### À l'étranger (2017-2020)
Le 11 août 2017, il rejoint l'Étoile rouge de Belgrade pour trois ans et participe à l'Euroligue.
Finalement, il quitte le club serbe après une seule saison pour s'engager avec l'Unicaja Málaga en Espagne.
L'année suivante, il retrouve l'Euroligue en signant en Allemagne au Bayern Munich. Lessort n'est pas conservé par le Bayern à l'issue de la saison 2019-2020.

### Retour en France (2020-2021)
Le 18 septembre 2020, il signe à Monaco retrouvant ainsi le championnat de France après trois saisons à l'étranger. Il réussit une belle première saison dans l'équipe monégasque, contribuant notamment à sa qualification pour le Final Four de l'EuroCoupe que le club remporte. Il est élu meilleur ailier fort de la compétition.

### Pigiste médical au Maccabi Tel-Aviv puis retour en Serbie au Partizan (2021-2023)
En septembre 2021, Lessort rejoint le Maccabi Tel-Aviv pour deux mois pour pallier l'absence sur blessure du pivot Ante Žižić. Il participe uniquement aux rencontres d'Euroligue,.
Le 20 décembre 2021, il revient en Serbie en signant jusqu'à la fin de la saison avec le Partizan Belgrade,. À l'issue d'une demi-saison réussie (deuxième meilleur marqueur et meilleur rebondeur du Partizan en EuroCoupe, meilleur joueur de la 13e journée), il est conservé. Sa deuxième saison est marquée de plusieurs réussites. Lessort est en effet nommé dans le meilleur cinq de la ligue adriatique. Il est également distingué dans le meilleur 5 de l'Euroligue 2022-2023, où, meilleur rebondeur statistique de l'épreuve, il perd en quart de finale en cinq manches face au futur vainqueur, le Real Madrid.

### Panathinaïkos (depuis 2023)
En juin 2023, Mathias Lessort s'engage au Panathinaïkos, club athénien. Avec le Panathinaïkos, il remporte l'Euroligue 2023-2024 et est nommé dans l'équipe type de la compétition.

### Équipe nationale
En 2024, Mathias Lessort participe aux Jeux olympiques et remporte la médaille d'argent.

## Clubs successifs
- 2014-2016 :  Élan sportif chalonnais (Pro A)
- 2016-2017 :  Nanterre 92 (Pro A)
- 2017-2018 :  Étoile rouge de Belgrade (KLS)
- 2018-2019 :  Unicaja Málaga (Liga Endesa)
- 2019-2020 :  Bayern Munich (BBL)
- 2020-2021 :  AS Monaco Basket (Jeep Élite)
- 2021 :  Maccabi Tel-Aviv (Ligat Winner)
- 2021-2023 :  Partizan Belgrade (KLS)
- depuis 2023 :  Panathinaïkos

## Palmarès

### En club
- Finaliste de la Leaders Cup : 2016 avec l'Élan Chalon
- Vainqueur de la Coupe de France 2017 avec Nanterre 92
- Vainqueur de la Coupe d'Europe FIBA 2016-2017 avec Nanterre 92
- Vainqueur de l'EuroCoupe de basket-ball 2020-2021 avec l'AS Monaco
- Vainqueur de la Ligue adriatique 2022-2023 avec le Partizan Belgrade
- Vainqueur de l'Euroligue 2023-2024 avec le Panathinaïkos

#### Chez les espoirs
- Champion de France espoir 2013.
- Vainqueur du trophée du futur 2013.
- Champion de France cadets 2012 et 2013.

#### En sélection nationale
- Médaille d'argent aux Jeux olympiques 2024 à Paris.
- Médaille de bronze à la Coupe du monde 2019 en Chine.

### Distinctions individuelles
- 2013 : participation au Nike Global Challenge.
- 2021 : membre de l'équipe type de l'EuroCoupe en 2021
- 2023 : membre de l'équipe type de l'Euroligue en 2023
- 2023 : meilleur défenseur de la Ligue adriatique
- 2023 : membre de l'équipe type de la Ligue adriatique
- 2024 : membre de l'équipe type de l'Euroligue 2023-2024

### Sélection nationale
- Juillet 2014 : Participation au Championnat d'Europe U20 en Grèce.
- Juillet 2013 : Participation au Nike Global Challenge avec l'équipe de France U19.

## Décorations
- Chevalier de l'ordre national du Mérite (2024)[30]

## Vie privée
Il est le frère de Gregory Lessort, lui aussi joueur professionnel de basket-ball.